# Fudbalski savez Srbije i Crne Gore
Fudbalski savez Srbije i Crne Gore var det nationella fotbollsförbundet i Serbien och Montenegro. Det bildades 1992 och upplöstes 2006 efter att Serbien och Montenegro splittrats i två länder.